# النكت في المسائل المختلف فيها بين الشافعي وأبي حنيفة
النكت في المسائل المختلف فيها بين الشافعي وأبي حنيفة هو كتاب في الفقه المقارن للإمام أبي إسحاق الشيرازي (ت 476هـ) يتناول المسائل التي اختلف فيها الإمام الشافعي (ت 204هـ) والإمام أبي حنيفة النعمان (ت 150هـ)، فبين تلك المسائل وشرحها وذكر رأي كل من الإمامين وعلق على هذه المسائل.